# Club Disney (garderie)
Pour les articles homonymes, voir Club Disney et Disney Club.
Club Disney était un type de garderie pour enfants (totalement) Disney lancé en 1997 dans le cadre des Disney Regional Entertainment mais qui n'a pas réussi et qui fut abandonné en 1999.

## Les sites
Deux Clubs Disney ouvrirent tout d'abord en 1997 en Californie près de Los Angeles puis d'autres ont ouvert au travers des États-Unis en 1999. Disney prévoyait entre 20 et 30 Clubs Disney de par le monde dont la majorité aux États-Unis. Mais le succès ne fut pas au rendez-vous et les cinq sites ouverts jusqu'alors furent fermés simultanément le 1er novembre 1999. L'annonce fut faite le 6 octobre 1999.
Les sites :
- Thousand Oaks ouvert le 21 février 1997[1],[2],[3] en Californie, de 2 300 m²[4]
- West Covina en mars 1997 en Californie
- Chandler en Arizona en 1999
- Glendale  en Arizona en 1999
- Lone Tree au Colorado en 1999, dans la banlieue de Denver

## Détail du principe
Le principe est celui de centre aéré pour les enfants mais avec la « magie » Disney en plus. Des activités de groupes, des fêtes dont celles d'anniversaires pouvaient y être organisées, un restaurant « The Club Cafe » et une boutique permettaient aux parents de venir voir leurs enfants et « passer d'agréables moments ». Il provient d'une notion de synergie entre les différentes filiales de Disney. Ici, elle est difficile à trouver mais correspond à celle entre le Disney Institute et les services des produits de consommations (Disney Consumer Products).
Prévu pour les enfants de 4 à 10 ans ainsi que pour leurs parents, l'espace se répartissait en quatre zones d'activité nommées :
- Pal Around Playground
- Curiosity Castle
- Starring You Studio
- The Chat Hat